# Грушевка (Добрушский район)
Грушевка (бел. Грушаўка) — посёлок в Тереховском сельсовете Добрушского района Гомельской области Республики Беларусь.

## География

### Расположение
В 30 км на юго-восток от районного центра Добруш, в 50 км от Гомеля, в 4 км от железнодорожной станции Тереховка, расположенной на линии Гомель — Бахмач.

## Транспортная система
Транспортная связь по просёлочной дороге, а потом автодороге Тереховка — Гомель. В посёлке 82 жилых дома (2018 год). Планировка состоит из прямолинейной улицы с меридиональной ориентацией. Застройка двухсторонняя, деревянными домами.

## История
Посёлок основан переселенцами с соседних деревень во второй половине XIX века. В 1926 году в посёлке находилось отделение связи, он входил в состав Тереховского сельсовета Краснобудского района Гомельского округа.
В 1959 году деревня находилась в составе колхоза «Красный Октябрь» с центром в деревне Тереховка.

## Население

### Численность
- 2004 год — 54 двора, 76 жителей

### Динамика
- 1926 год — 44 двора, 246 жителей
- 2004 год — 54 двора, 76 жителей